# 木下忠司
木下 忠司（きのした ちゅうじ、1916年4月9日 - 2018年4月30日）は、日本の作曲家。兄は映画監督の木下恵介。兄が監督した映画の音楽を数多く手掛けた。
妻は元音楽プロデューサーでiLabシリーズを販売するパントロン・ワンの創業者である木下美智子（関根光致子）。

## 来歴
静岡県浜松市生まれ。映画監督として有名な木下恵介の弟で、妹に脚本家の楠田芳子がいた。
静岡県立浜松第一中学校（現：浜松北高等学校）を卒業後、1934年に上京し諸井三郎に音楽理論を学び、武蔵野音楽学校（現・武蔵野音楽大学）で声楽を学ぶ。1940年卒業、新交響楽団（現NHK交響楽団）の機関誌『フィルハーモニー』の編集に携わるが、応召して敗戦まで内地および支那で軍隊勤務する。
戦後に復員し、兄の紹介で松竹映画の音楽部員となり同監督の『わが恋せし乙女』（1946年封切）の音楽を担当、1949年の同監督の『破れ太鼓』には自ら俳優として出演し、作曲家を志す若者の役でピアノを弾きながら自ら作った主題歌を歌った。1951年、同監督で国産カラーフィルムを使って日本で最初に作られた総天然色映画『カルメン故郷に帰る』で同名主題歌の作詞、挿入歌「そばの花咲く」の作詞・作曲を担当した。
1954年、『女の園』と『この広い空のどこかに』（小林正樹監督）の音楽で毎日映画コンクール音楽賞を受賞する。1957年の恵介監督『喜びも悲しみも幾歳月』の主題歌は映画とともにヒット曲となった。特に1969年から放送されているTBSの時代劇『水戸黄門』の主題歌である「ああ人生に涙あり」も広く知られていた。
1974年にはテレビアニメ『カリメロ』の主題歌も作曲した。
1977年からは、11年間放送された伝説の刑事ドラマ「特捜最前線」の音楽を担当し、名曲「私だけの十字架」を生み出した。
マーチ風の曲で名高いが、ゆったりした歌曲も多い。作品集のアルバムに藍川由美の『喜びも悲しみも幾歳月－木下忠司作品集』（カメラータ）、『木下忠司の世界』（プライエイド）などがある。後者に「chuji」とあるように「ちゅうじ」が正しく、「ただし」は誤読である。
2016年に100歳を迎え、車イスを使うようになっていた。
2018年4月30日午前10時31分、老衰のため東京都内の自宅にて死去。102歳没。

## 作品

### 映画
- わが恋せし乙女 （1946年、松竹）
- 結婚（1947年、松竹）
- 不死鳥（1947年、松竹）
- 誘惑（1948年、松竹）
- 女（1948年、松竹）
- 肖像（1948年、松竹）
- 破戒 （1948年、松竹）
- 追跡者（1948年、松竹）
- シミキンのオオ！市民諸君（1948年、松竹）
- シミキンのスポーツ王（1949年、松竹）
- お嬢さん乾杯！（1949年、松竹）
- 新釈四谷怪談（1949年、松竹）
- 破れ太鼓（1949年、松竹）
- 婚約指環 （1950年、松竹）
- 危険な年齢（1950年、松竹）
- 善魔（1951年、松竹）
- カルメン故郷に帰る（1951年、松竹）
- 少年期 （1951年、松竹）
- 海の花火（1951年、松竹）
- 天使も夢を見る（1951年、松竹）
- 適齢三人娘（1951年、松竹）
- とんかつ大将（1952年、松竹）
- 相惚れトコトン同志（1952年、松竹）
- 娘はかく抗議する（1952年、松竹）
- こんな私じゃなかったに（1952年、松竹）
- 明日は月給日（1952年、松竹）
- 息子の青春（1952年、松竹）
- カルメン純情す（1952年、松竹）
- まごころ（1953年、松竹）
- 学生社長（1953年、松竹）
- 花吹く風（1953年、松竹）
- 新東京行進曲（1953年、松竹）
- 日本の悲劇（1953年、松竹）
- 純潔革命（1953年、松竹）
- 東京マダムと大阪夫人（1953年、松竹）
- 伊豆の踊子 （1954年、松竹）
- 女の園 （1954年、松竹）
- びっくり五十三次（1954年、松竹）
- 海軍兵学校物語 あゝ江田島 （1954年、大映）
- この広い空のどこかに （1954年、松竹）
- 二十四の瞳 （1954年、松竹）
- 喧嘩鴉（1954年、松竹）
- 美わしき歳月（1955年、松竹）
- 遠い雲（1955年、松竹）
- 野菊の如き君なりき（1955年、松竹）
- 夕やけ雲（1956年、松竹）
- 忘れえぬ慕情 （1956年、松竹） ※日仏合作
- あなた買います（1956年、松竹）
- 旅がらす伊太郎（1956年、松竹）
- 阪妻追善記念映画 京洛五人男 （1956年、松竹）
- 太陽とバラ（1956年、松竹）
- 喜びも悲しみも幾歳月 （1957年、松竹）
- 体の中を風が吹く（1957年、松竹）
- 風前の灯（1957年、松竹）
- 黒い河（1957年、松竹）
- 風と女と旅鴉（1958年、東映）
- 太閤記 （1958年、松竹）
- 楢山節考（1958年、松竹）
- モダン道中 その恋待ったなし（1958年、松竹）
- この天の虹（1958年、松竹）
- 白蛇伝 （1958年、東映動画）
- 点と線 （1958年、東映）
- 二等兵物語 死んだら神様の巻 （1958年、松竹）
- 風花（1959年、松竹）
- 惜春鳥（1959年、松竹）
- 今日もまたかくてありなん（1959年、松竹）
- 手さぐりの青春 （1959年、松竹）
- 人間の條件 （文芸プロダクションにんじんくらぶ）
  - 第一部 純愛篇、第二部 激怒篇 （1959年）
  - 完結篇 第五部 死の脱出 （1961年）
  - 完結篇 第六部 曠野の彷徨 （1961年）
- 伊豆の踊子 （1960年、松竹）
- ろくでなし（1960年、松竹）
- 春の夢（1960年、松竹）
- 笛吹川 （1960年、松竹）
- ガラスの中の少女（1960年、日活）
- 「粘土のお面」より かあちゃん （1961年、新東宝）
- 安寿と厨子王丸 （1961年、東映）
- 永遠の人（1961年、松竹）
- 黄色い風土 （1961年、ニュー東映）
- 今年の恋（1962年、松竹）
- 山河あり（1962年、松竹）
- 故郷は緑なりき （1962年、ニュー東映）
- 二人で歩いた幾春秋（1962年、松竹）
- 二・二六事件 脱出 （1962年、東映）
- 歌え若人達（1963年、松竹）
- 風の視線 （1963年、松竹）
- 夜の配当（1963年、大映）
- 風速七十五米（1963年大映）
- 死闘の伝説（1963年、松竹）
- 関の弥太っぺ（1963年、東映）
- 六人十脚（1963年、カトリック善き牧者の会・京都映画）
- 大喧嘩（1964年、東映）
- 路傍の石 （1964年、東映）
- 竜虎一代（1964年、東映）
- おゝい雲！（1965年、東映）
- 不倫（1965年、大映）
- あゝ零戦 （1965年、大映）
- 妻の日の愛のかたみに（1965年、大映）
- 無頼漢仁義（1965年、東映）
- なつかしい風来坊 （1966年、松竹）
- 昭和最大の顔役（1966年、東映）
- 大怪獣決闘 ガメラ対バルゴン （1966年、大映）
- 三等兵親分（1966年、東映）
- 日本暗黒街（1966年、東映）
- 大陸流れ者（1966年、東映）
- 関東やくざ嵐（1966年、東映）
- 任侠柔一代（1966年、東映）
- 残侠あばれ肌（1967年、東映）
- 荒っぽいのは御免だぜ（1967年、東映）
- 浪花侠客 度胸七人斬り（1967年、東映）
- 渡世人（1967年、東映）
- 日本女侠伝 侠客芸者（1967年、東映）
- 喜劇 競馬必勝法（1967年、東映）
- 喜劇 急行列車（1967年、東映）
- 喜劇 団体列車（1967年、東映）
- なつかしき笛や太鼓（1967年、東宝）
- 喜劇 初詣列車（1968年、東映）
- 競馬必勝法 大穴勝負（1968年、東映）
- 密告（たれこみ）（1968年、東映）
- 競馬必勝法 一発勝負（1968年、東映）
- 人間魚雷 あゝ回天特別攻撃隊 （1968年、東映）
- 陸軍諜報33 （1968年、東映）
- あゝ予科練 （1968年、東映）
- 喜劇”夫”売ります!!（1968年、東映）
- 喜劇 大安旅行（1968年、松竹）
- 日本侠客伝 花と龍（1969年、東映）
- 喜劇 深夜族 （1969年、松竹大船）
- 喜劇 婚前旅行（1969年、松竹）
- 血染の代紋（1970年、東映）
- 現代任侠道 兄弟分（1970年、東映）
- ちびっ子レミと名犬カピ （1970年、東映動画）
- 日本女侠伝 鉄火芸者（1970年、東映）
- 三度笠だよ人生は （1970年、松竹）
- 博奕打ち いのち札（1971年、東映）
- 藤圭子 わが歌のある限り （1971年、松竹）
- 任侠列伝 男 （1971年、東映）
- 木枯し紋次郎 （1972年、東映）
- 博奕打ち 外伝（1972年、東映）
- ゴルゴ13 （1973年、東映）
- 山口組三代目（1973年、東映）
- 塩狩峠 （1973年、ワールド・ワイド）
- 山口組外伝 九州進攻作戦（1974年、東映）
- あゝ決戦航空隊 （1974年、東映）
- 秘録・太平洋戦争全史 （1975年、日本映画新社）
- トラック野郎シリーズ （東映）全10作中、8作を担当。
  - トラック野郎・御意見無用 （1975年）
  - トラック野郎・爆走一番星 （1975年）　
  - トラック野郎・天下御免 （1976年）
  - トラック野郎・度胸一番星 （1977年）　
  - トラック野郎・突撃一番星 （1978年）
  - トラック野郎・一番星北へ帰る （1978年）　
  - トラック野郎・熱風5000キロ （1979年）　
  - トラック野郎・故郷特急便 （1979年）
- 夜明けの旗 松本治一郎伝（1976年、東映）
- スリランカの愛と別れ（1976年、東宝）
- 衝動殺人 息子よ （1979年、松竹）
- 父よ母よ! （1980年、松竹）
- この子を残して （1983年、松竹）
- 修羅の群れ（1984年、東映）
- 高瀬舟 （1988年、ケイ・アンド・エス）
- 父 （1988年、松竹）

### テレビドラマ
- 巣立ち （1962年、NHK）
- まごころ （1963年、フジテレビ）
- 次郎物語 （1964年 - 1966年、NHK）
- まだ寒い春 （1965年、TBS）
- 破れ太鼓 （1965年、NHK）
- 二人の星 （1965年 - 1966年、TBS）
- 木下恵介劇場 / 記念樹（1966年、TBS）
- 泣いてたまるか （1966年、TBS）
- ああ軍歌（1967年、TBS）
- 木下恵介アワー (TBS)
  - 3人家族 （1968年 - 1969年）
  - 兄弟 （1969年）
  - 二人の世界 （1970年 - 1971年）
    - 同ドラマの主題歌「二人の世界」の作曲・編曲も担当し、大ヒットとなった。

  - たんとんとん（1971年）
  - 太陽の涙 （1971年 - 1972年）
  - 思い橋 （1973年）
- 水戸黄門 （1969年 - 2011年、TBS）
- 木下恵介・人間の歌シリーズ (TBS)
  - 冬の旅 （1970年）
  - それぞれの秋 （1973年）
  - 冬の運動会 （1977年）
- 下町の女シリーズ（1970年 - 1974年、TBS）
- 長谷川伸シリーズ （1972年 - 1973年、NET）
- 赤いシリーズ (TBS)
  - 赤い迷路 （1974年）
  - 赤い魂 （1980年）
- 破れ傘刀舟悪人狩り （1974年 - 1977年、NET）
- 桃太郎侍 （1976年 - 1981年、日本テレビ）
- 特捜最前線 （1977年 - 1987年、テレビ朝日）
- 土曜ワイド劇場 「泣くな源太郎」（1978年、テレビ朝日）
- 破れ新九郎 （1978年 - 1979年、テレビ朝日）
- 鬼平犯科帳 （1980年 - 1982年、テレビ朝日）
- それからの武蔵（1981年版）  （1981年、東京12チャンネル）
- 復活（1981年、NHK）
- 空よ海よ息子たちよ（1981年、TBS）
- 時代劇スペシャル（CX）
  - 日本犯科帳･隠密奉行シリーズ（1981年 - 1982年）
  - 岡っ引どぶシリーズ（1981年 - 1983年）
  - 宿命剣鬼走り（1981年）
  - 愛妻武士道（1981年）
  - 花笛伝奇（1983年）
  - お庭番 忍びの構図（1983年）
  - さそり伝奇 風雲将棋谷（1983年）
- 柳生新陰流 （1982年、テレビ東京）
- ときめき ああ青函連絡船 （1988年、NHK）

### ドキュメンタリー番組
- カラー秘録 太平洋戦史 （1973年、東京12チャンネル）
- 人に歴史あり （1968年 - 1981年、東京12チャンネル）

### 記録映画
- 若い鋼 （1970年、企画：日新製鋼　制作：古賀プロダクション）

### テレビアニメ
- カリメロ （1974年 - 1975年、NET）
- バーバパパ （1977年4月 - 1978年、東京12ch）
- 日本名作童話シリーズ 赤い鳥のこころ （1979年、ANB・プロデューサーも兼任）

### 校歌
- 旧興誠中学校・高等学校 - 校歌
- 香川県立坂出工業高等学校 - 校歌
- 横浜市立十日市場小学校 - 校歌

## 賞詞
- 毎日映画コンクール 音楽賞 （1954年） - 『女の園』、『この広い空のどこかに』
- ミラノ国際映画祭 短編アニメ部門第1位 （1979年） - 『赤い鳥のこころ』第一話「天までとどけ」